# Bundesliga Femenina 2003-04
La Bundesliga Femenina 2003-04 fue la 14.ª edición de la máxima categoría de la liga de fútbol femenino de Alemania. Comenzó el 17 de agosto de 2003 y terminó el 13 de junio de 2004. El equipo campeón fue 1. FFC Turbine Potsdam y el subcampeón 1. FFC Frankfurt que además se clasificaron a la Liga de Campeones Femenina de la UEFA.

## Clasificación
| Pos. | Equipo                     | Pts. | PJ | G  | E | P  | GF | GC  | Dif. | Clasificación o descenso     |
| ---- | -------------------------- | ---- | -- | -- | - | -- | -- | --- | ---- | ---------------------------- |
| 1    | 1. FFC Turbine Potsdam (C) | 61   | 22 | 20 | 1 | 1  | 96 | 17  | +79  | Calificó a Liga de Campeones |
| 2    | 1. FFC Frankfurt           | 57   | 22 | 18 | 3 | 1  | 68 | 19  | +49  | Calificó a Liga de Campeones |
| 3    | Heike Rheine               | 43   | 22 | 13 | 4 | 5  | 64 | 37  | +27  |                              |
| 4    | FCR 2001 Duisburg          | 35   | 22 | 11 | 2 | 9  | 57 | 38  | +19  |                              |
| 5    | FC Bayern Múnich           | 34   | 22 | 10 | 4 | 8  | 53 | 36  | +17  |                              |
| 6    | Hamburger SV               | 34   | 22 | 10 | 4 | 8  | 47 | 34  | +13  |                              |
| 7    | SC 07 Bad Neuenahr         | 28   | 22 | 8  | 4 | 10 | 40 | 48  | −8   |                              |
| 8    | VfL Wolfsburgo             | 27   | 22 | 8  | 3 | 11 | 35 | 55  | −20  |                              |
| 9    | FSV Frankfurt              | 21   | 22 | 6  | 3 | 13 | 29 | 53  | −24  |                              |
| 10   | SC Friburgo                | 20   | 22 | 5  | 5 | 12 | 34 | 51  | −17  |                              |
| 11   | Brauweiler Pulheim         | 15   | 22 | 3  | 6 | 13 | 30 | 57  | −27  | Desciende a 2. Bundesliga    |
| 12   | 1. FC Saarbrücken          | 1    | 22 | 0  | 1 | 21 | 7  | 115 | −108 | Desciende a 2. Bundesliga    |

 Fuente: 

## Goleadoras

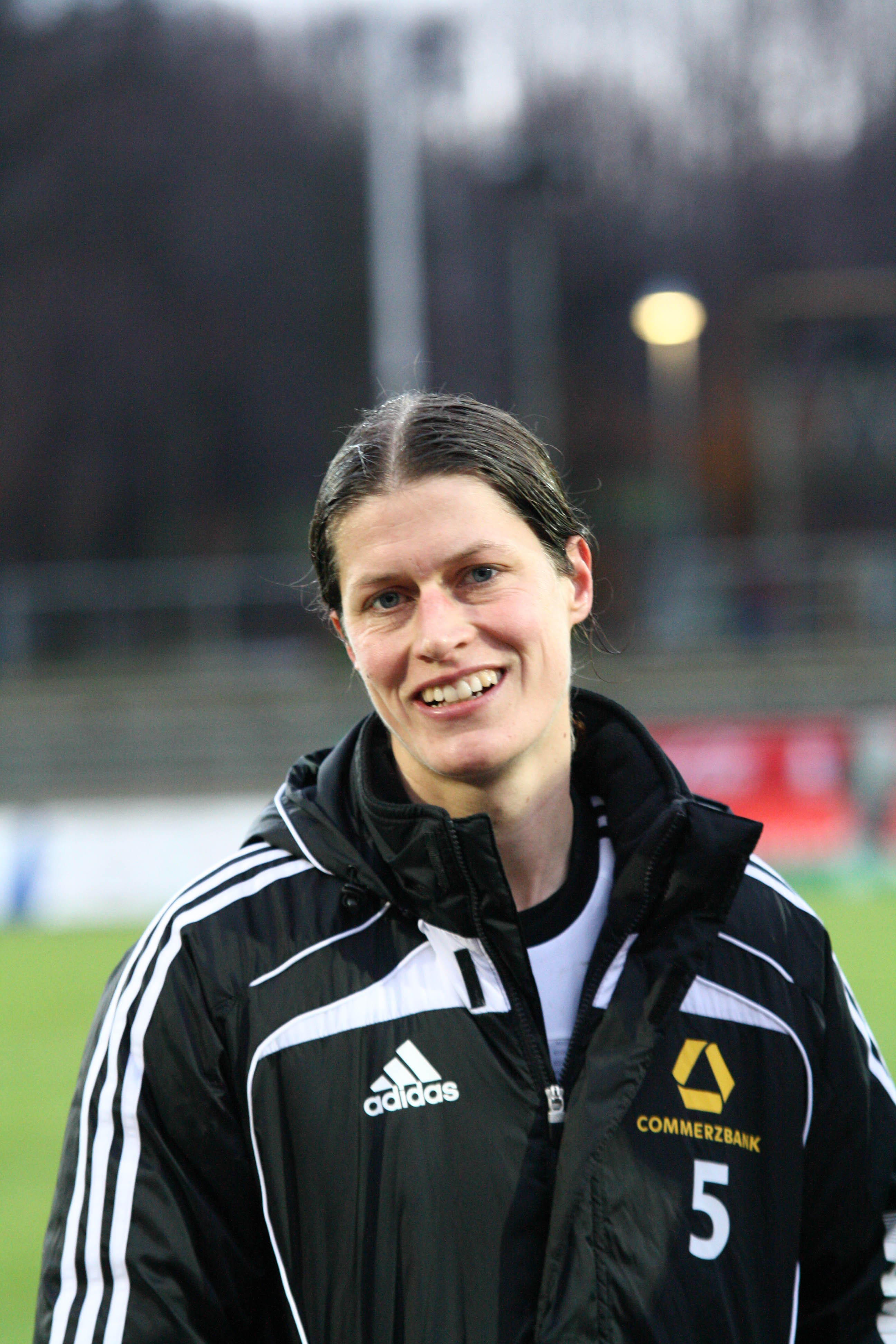
Kerstin Garefrekes, goleadora de la temporada.

| Posición | Jugadora           | Club                   | Goles |
| -------- | ------------------ | ---------------------- | ----- |
| 1        | Kerstin Garefrekes | Heike Rheine           | 26    |
| 2        | Birgit Prinz       | 1. FFC Frankfurt       | 19    |
| 3        | Conny Pohlers      | 1. FFC Turbine Potsdam | 18    |
| 4        | Tanja Vreden       | Hamburger SV           | 17    |
| 5        | Martina Müller     | SC 07 Bad Neuenahr     | 16    |
| 5        | Nina Aigner        | FC Bayern Múnich       | 16    |
| 5        | Claudia Müller     | VfL Wolfsburgo         | 16    |
| 8        | Anja Mittag        | 1. FFC Turbine Potsdam | 15    |
| 8        | Petra Wimbersky    | 1. FFC Turbine Potsdam | 15    |